# Tenuipalpus jussiaeae
Tenuipalpus jussiaeae är en spindeldjursart som beskrevs av De Leon 1961. Tenuipalpus jussiaeae ingår i släktet Tenuipalpus och familjen Tenuipalpidae. Inga underarter finns listade i Catalogue of Life.